# Kwonkan moriartii
Kwonkan moriartii là một loài nhện trong họ Nemesiidae.
Kwonkan moriartii được miêu tả năm 1983 bởi Main.